# 2012 UQ177
2012 UQ177, também escrito como 2012 UQ177, é um objeto transnetuniano (TNO) que está localizado no disco disperso, uma região do Sistema Solar. O mesmo possui uma magnitude absoluta de 8,0 e tem um diâmetro com cerca de 111 km.

## Descoberta
2012 UQ177 foi descoberto no dia 20 de outubro de 2001 pelo astrônomo M. Alexandersen.

## Órbita
A órbita de 2012 UQ177 tem uma excentricidade de 0,314 e possui um semieixo maior de 51,974 UA. O seu periélio leva o mesmo a uma distância de 35,658 UA em relação ao Sol e seu afélio a 68,290 UA.